# Nică Iancu Iancovici
Nică Iancu Iancovici (n. 21 martie 1821, Cerneteaz, județul Timiș - d. 25 ianuarie 1903, Lugoj, județul Timiș) a fost un violonist român de origine evreiască, important ca animator al vieții artistice din regiunea istorică Banat, susținător al cântecului popular din zonă și militant cultural al românilor din Imperiul Habsburgic, muzician strâns legat de câțiva muzicieni profesioniști cărora le-a transmis o parte din repertoriul său.

## Biografie
S-a născut la 21 martie 1821, în comuna Cerneteaz, județul Timiș, într-o familie de plugari evrei din apropierea Timișoarei. A terminat 4 clase (o raritate într-o familie simplă a vremii).
După ce studiază vioară până în 1832 cu un violonist din comună, este trimis de către părinți ucenic la un lăutar țigan din Timișoara.
Din 1835 se angajează la o orchestră din Timișoara, părăsind-o după câteva luni și stabilindu-se, după câteva mutări, în 1841 la Lugoj. După ce cântă mai puțin de o jumătate de an într-un taraf local și devine relativ cunoscut în oraș, intră în orchestra violonistului german Seppi Müller. Aici învață notele, învață un repertoriu nou, german de salon, și învață, pe lângă vioară, viola și violoncelul.
Cântă în această orchestra până în 1847, când împreună cu o bună parte din orchestra lui Müller se retrage și își formează propriul taraf (taraf foarte interesant ca mixtură etnică, format din doi evrei, doi țigani, un sârb și un român).
În 1848 participă la revoluție, cântându-i o serenadă generalului Józef Bem (colaborator apropiat al lui Nicolae Bălcescu), sub fereastra casei comitetului din Lugoj. Ajunge, în același an, în Timișoara, în tabăra luptătorului revoluționar Lajos Kossuth, trăind în mediu unguresc 6 luni, până la întoarcerea în Lugoj.
Din 1860 cântă în diferite orașe și comune din jurul Lugojului (Anina, Oravița, Vârșeț, Buziaș etc.), în 1861 întâmpinându-l pe noul comite (prefect al Lugojului) cu Deșteaptă-te, române.
În 1880, pianista Sofia Vlad-Rădulescu publică în „Lyra Română” Lugojana culeasă de la Nică Iancu Iancovici. În 1881 publică la editura Constantin Gebauer Cântecul ciobanului, altă melodie notată de la același lăutar.
În 1897 se retrage de la conducerea propriului taraf. În 1898 îi transmite compozitorului Tiberiu Brediceanu numeroase melodii ce aveau să-i servească drept inspirație în niște piese scurte (Poemul etnografic, Ardeleana și Iederea), prelucrate în caietele sale „Jocuri românești pentru pian”.
În 1899, compozitorul Ion Vidu, publică piesa vocală Ana Lugojana, în colecția „Severina”.

## Decesul
Moare la data de 25 ianuarie 1903 la Lugoj, orb, într-o iarnă cumplită.